# Adad
Pour les articles ayant des titres homophones, voir Hadad et Haddad.
Pour les articles homonymes, voir Addu.
Adad (ou Adda, Addu, Hadad, Haddad), dans les textes sumériens Ishkur, est une divinité de l'Orage et de la Fertilité de la Mésopotamie et de la Syrie ancienne. Il représente d'une manière générale les éléments climatiques, dont la pluie et, à ce titre, il apparaît également comme un dieu de la fertilité. Cet aspect est marqué par son animal-symbole, le taureau. 

## Description
En Haute Mésopotamie, en Syrie et en Anatolie, le dieu de l'Orage est d'une manière générale le grand dieu des peuples antiques, où il est une divinité souveraine, fonction qu'il n'a pas en Basse Mésopotamie.
En Basse Mésopotamie, Adad est assimilé au dieu sumérien Ishkur, qui a cependant un aspect destructeur plus marqué. Son lieu de culte principal est situé à Karkar. Du point de vue généalogique, Adad est le fils d'Anu — le Ciel — et de Ki — la Terre — et sa parèdre est Shala. Il n'occupe pas un rôle important dans la mythologie sumérienne et babylonienne.
Au début du IIe millénaire av. J.-C., Addu est le dieu de l'Orage du peuple amorrite, dont il est la divinité principale. Il représente d'une manière générale les éléments climatiques, dont la pluie. À ce titre, il apparaît comme un dieu de la fertilité. Il partage ces traits avec son pendant hourrite, Teshub. À l'époque des archives d'Ebla (XXIVe siècle av. J.-C.), le grand dieu de l'Orage de Syrie est appelé Adda. Addu dispose d'un grand temple à Alep, la capitale du royaume du Yamkhad. Il est le dieu-patron de la dynastie qui règne dans cette ville, qui est l'une des plus puissantes du Proche-Orient amorrite, et il apparaît également comme étant pourvoyeur de la royauté dans les royaumes voisins, comme celui de Mari. Son autorité excède donc son espace traditionnel, le royaume d'Alep. Ceci montre bien l'importance qu'a prise ce dieu au cours de cette période. Un autre lieu de culte important d'Addu était la ville de Kallassu, également dans le royaume du Yamkhad. Comme les autres dieux de l'époque, il pouvait se manifester aux rois par l'intermédiaire de prophètes. 

## Mythes
Un mythe important de l'époque amorrite rapporte le combat d'Addu contre la Mer, Yam, et sa victoire finale, lui permettant sans doute d'assurer sa prééminence sur les autres dieux, en se présentant comme le restaurateur de l'ordre face au Chaos. Ce récit se retrouve à la période suivante à Ougarit, dans le mythe de Baal contre la Mer, mais aussi dans l'Enuma Elish, qui conte le combat de Mardouk contre Tiamat. Ce mythologème est un symbole de l'accès à la royauté.